# Amor im Wolkenkratzer
Amor im Wolkenkratzer ist ein US-amerikanisches Stummfilmdrama aus dem Jahr 1925 von Paul Sloane mit Richard Dix in der Hauptrolle. Der Film wurde von Famous Players-Lasky produziert und basiert auf Kurzgeschichte The Shock Punch von John Monk Saunders.

## Handlung
Randall Lee Savage, der über einen extrem harten Schlag verfügt, schlägt zuerst den Boxchampion Terrence O’Rourke und später auf einem Ball der Eisenarbeiter seinen Rivalen Bull Malarkey nieder. Randall erfährt, dass die von ihm angebetete Dorothy Clark täglich auf der Baustelle eines Gebäudes sein wird, das ihr Vater Jim Clark errichtet. Um in ihrer Nähe zu sein, nimmt er einen Job als Nieter in einem der Bautrupps ihres Vaters an. Bull Malarkey, Clarks Vorarbeiter, plant, die Fertigstellung des Gebäudes bis nach Ablauf einer vertraglichen Frist zu verzögern, um Clark damit zu ruinieren. Randall erfährt von dem Plan, sorgt dafür, dass das Gebäude rechtzeitig fertig wird, und gewinnt Dorothy zur Frau.

## Hintergrund
Ernst Fegté oblag die künstlerische Leitung. Für ihn war es, wie auch bei Harry Cording, das Filmdebüt.

## Veröffentlichung
Die Premiere des Films fand am 25. Februar 1925 statt. Im Deutschen Reich kam er im Januar 1926 in die Kinos.

## Kritiken
Mordaunt Hall von der The New York Times befand, der Film sei eine Unterhaltung voller Nervenkitzel und Lacher, solange man nicht zu sehr nach den Vorzügen der Geschichte frage. Die Doppelbelichtungen in diesem Film, zusammen mit interpolierten Studioszenen, seien sehr geschickt.

## Auszeichnungen
1925 wurde Richard Dix als bester Darsteller des Monats Juli mit dem Photoplay Award ausgezeichnet.